# Lasioglossum denticolle
Lasioglossum denticolle är en biart som först beskrevs av Morawitz 1891.  Lasioglossum denticolle ingår i släktet smalbin, och familjen vägbin. Inga underarter finns listade i Catalogue of Life.